# Rhipidia ocellana
Rhipidia ocellana är en tvåvingeart som först beskrevs av Alexander 1942.  Rhipidia ocellana ingår i släktet Rhipidia och familjen småharkrankar. Inga underarter finns listade i Catalogue of Life.